# ヨハン・ウィレム・フリーゾ (オラニエ公)
ヨハン・ウィレム・フリーゾ（Johan Willem Friso, 1687年8月4日 - 1711年7月14日）は、オラニエ公（在位：1702年 - 1711年）、フリースラント州総督（在任：1707年 - 1711年）及びフローニンゲン州総督（在任：1708年 - 1711年）。

## 人物・来歴
ヨハン・ウィレム・フリーゾは、ナッサウ＝ディーツ侯ヘンドリック・カシミール2世と、その妻でアンハルト＝デッサウ侯ヨハン・ゲオルク2世の娘であるヘンリエッテ・アマーリエの間の息子として生まれ、父の死去により1696年に8歳でナッサウ＝ディーツ公を継承した。イングランド王を兼ねていた本家のオランダ総督・オラニエ公ウィレム3世には実子がいなかったため、オラニエ＝ナッサウ家の相続人にも指名されていた。ヨハン・ウィレム・フリーゾの父方の祖母アルベルティーネ・アグネスと母方の祖母ヘンリエッテ・カタリーナはどちらもオラニエ公フレデリック・ヘンドリック（ウィレム3世の祖父）の娘だった。
ところが、ウィレム3世が1702年に死去すると、ヨハン・ウィレム・フリーゾの継承に対して、前年の1701年にプロイセンの王に即位したフリードリヒ1世が異議を唱えた。フリードリヒ1世の母ルイーゼ・ヘンリエッテはフレデリック・ヘンドリックの娘であり、父方の祖母エリーザベト・シャルロッテもウィレム1世の外孫だったからである。さらにフランスも報復的にこの相続を妨害、相続問題の決着はヨハン・ウィレム・フリーゾとフリードリヒ1世の息子達の代まで持ち越されることになった。総督職については、ナッサウ＝ディーツ家が代々世襲してきたフリースラント州及びフローニンゲン州の総督に成人後に任命されるにとどまり、ウィレム3世が任命されていた5州の総督は、プロイセン王との争議の問題に加えてウィレム3世時代の政策への反発もあって、新たに任命されなかった。
スペイン継承戦争ではイギリス軍総司令官のマールバラ公ジョン・チャーチルとプリンツ・オイゲンに従いスペイン領ネーデルラントでフランス軍と戦い、1709年のマルプラケの戦いに参戦、1711年までフランス国境を転戦していたが、フリードリヒ1世との協議にハーグへ向かう途中にホランス・ディープ川で船が転覆して死亡した。妃マリア・ルイーゼ・ファン・ヘッセン＝カッセルが後継者となるウィレム4世を生んだのは死亡から6週間後であったため、オランダは2回目の無総督時代が継続した。

## 子女
1709年、ヘッセン＝カッセル方伯カールの一人娘マリア・ルイーゼと結婚、2人の子を儲けた。
- アマーリア（1710年 - 1777年） - バーデン＝ドゥルラハ辺境伯カール3世の次男フリードリヒの妻
- ウィレム4世（1711年 - 1751年） - イギリス王女アンと結婚